# 세파졸린
세파졸린(cefazolin, cefazoline, cephazolin)은 다양한 세균 감염증 치료에 사용되는 항생물질이다. 구체적으로 봉와직염, 요로감염증, 폐렴, 심장내막염, 화농성 관절염, 담관염 등의 치료에 사용된다. 수술 전후로 B군 연쇄상구균 감염증 예방을 위해 사용되기도 한다. 일반적으로 근육 주사나 정맥 주사를 통해 투여한다.일반적인 부작용으로는 설사, 구토, 칸디다증, 알레르기 반응 등이 있다. 페니실린 과민증 이력이 있는 사람에게는 권장되지 않는다. 임신이나 모유 수유시에도 안심하고 사용할 수 있다. 1세대 세팔로스포린 약물로 분류하며, 박테리아의 세포벽을 교란시키는 방식으로 작동한다.
세파졸린은 1967년에 특허를 받아 1971년부터 상업적으로 사용되기 시작했다. 현재 가장 안전하고 효과적인 의약품으로 의료제도에서 필수적인 의약품 목록인 WHO 필수 의약품 목록에 등재되어 있다. 제네릭 의약품으로 사용 가능하다. 개발도상국에서 도매가는 2015년 기준으로 하루 1달러에서 2달러 정도이고, 미국에서는 한 번 치료할 때 25달러에서 50달러 정도가 필요하다.

## 용법
세파졸린은 다양한 감염증에 사용되는데, 특히 다음의 경우에 투여를 고려할 수 있다.
- 호흡기 감염증
- 요로감염증
- 피부 감염
- 담관 감염
- 뼈나 관절의 감염
- 생식기 감염
- 혈액 감염 (패혈증)
- 심장내막염

수술 후 감염을 예방하기 위해 수술 전후로도 사용할 수 있다. 중추신경계통으로 침투하지 않으므로 수막염 치료에는 효과가 없다.
메티실린을 민감성 황색포도상구균(MSSA) 감염증에는 효과가 있지만, 메티실린 내성 황색포도상구균(MRSA)의 경우에는 효과가 없다. 균혈증 등의 포도상구균 감염의 경우, 페니실린 알레르기가 있는 환자들에게 페니실린 대신 세파졸린을 투여할 수 있다. 그러나 이런 경우에도 세파졸린이나 다른 세팔로스포린에 대한 알레르기 반응이 일어날 가능성은 여전히 존재한다. 미코플라스마나 클라미디아균류 등의 세균에서 세파졸린 내성이 나타날 수 있는데, 1세대가 아닌 다른 세대의 세팔로스포린이 더 효과적일 수 있다. 장내구균, 혐기성 세균, 비정형세균 등에서는 효과가 없다.

## 특별히 고려해야 할 환자군

### 임산부
세파졸린은 임부 투여 안전성 B군으로 분류되는데, 이는 임산부에게 일반적으로 안전하다는 것을 의미한다. 그러나 세파졸린 소량이 모유에 섞여 들어가기 때문에 모유 수유시 어느정도 주의가 요구된다.

### 신생아
영아나 신생아에 대한 안정성이나 효능은 아직 입증되지 않았다.

### 노인
노인과 젊은이를 비교하는 임상시험에서 안전성이나 효능에서 전체적인 차이는 관찰되지 않았지만, 노년층에서 민감도가 더 높을 가능성을 배제할 수는 없다.

## 작용 기전
세파졸린은 페니실린 결합 단백질에 결합하여 펩티도글리칸 합성을 방해함으로써 세포벽 생합성을 억제한다. 페니실린 결합 단백질은 펩티도글리칸의 전구체에서 D-알라닌을 제거함으로써, 세포벽을 유지하는 데 필요한 펩티도글리칸 합성의 마지막 단계를 촉진한다. 그러나 세파졸린 등을 투여하여 펩티도글리칸 합성이 제대로 이루어지지 못하게 되면, 파괴된 세포벽이 복구되지 못하기 때문에 균용해가 발생한다. 즉 세파졸린은 균의 성장을 억제하는 것이 아닌 죽이는 방향으로 기여하기 때문에 정균작용제가 아닌 살균제로 분류한다.